# 多多果园
多多果园是拼多多于2018年5月推出的一个社区，入口在拼多多手机客户端里，也可以看做一款公益游戏，初心是一个“扶贫产品”，帮助果农卖出堆积的水果。玩家可以给果树浇水施肥，等果树结果成熟之后，拼多多就会免费赠送玩家相应的水果。事实上，随着时间的变迁，收获水果的难度也越来越大。2020年，拼多多申请“多多果园”商标。

## 玩法

### 浇水
玩家可以通过活动、拼单、邀请好友等方式获取水滴。截止到2021年8月份，最新的规则是当养分≥75时，每次浇水消耗5g水滴；当养分＞1＜75时，每次浇水消耗10g水滴；当养分≤1时，每次浇水消耗20g水滴。每天浇水可以给第二天的“免费水库”中存水，但是必须得按时领取(一般在凌晨5点钟)，否则会蒸发。
系统会随机抽取一些人组成一队，期限是两天半。在两天半的时间里，玩家的浇水次数达到一定的名次，就可以领取大额水滴和化肥。
从2020年12月开始，浇水进度达到最后3%时，每浇水一次的进度按照千分比例来计算，并且会出现害虫啃食浇水进度。

### 化肥
同获取水滴的方法一样，玩家可以通过活动、拼单、邀请好友等方式获取化肥。施撒大量的化肥可以让浇水更有效率。

### 收获
多多果园并不是种瓜得瓜，种豆得豆。当玩家种成果树后，系统会随机提供十几种商品供玩家选择，2021年之前还会有无门槛的满减券。如果玩家种的水果在仓库中没货，那么就只能选择其他商品，商品免费包邮。

## 评论

### 正面
- 2018年7月23日，中国新闻网称多多果园精准扶贫带动百亿农业产业供应链升级，解决了农产品分散化上行的问题，降低流通成本，以游戏娱乐的方式直接连接消费者和产地农户，为农民带来了实惠。[3]